# Ecliptopera capitaria
Ecliptopera capitaria är en fjärilsart som beskrevs av Herrich-Schäffer 1848. Ecliptopera capitaria ingår i släktet Ecliptopera och familjen mätare. Inga underarter finns listade i Catalogue of Life.